# Gerhard Hoffmann (SS-Mitglied)
Gerhard Karl Theodor Hoffmann, genannt Gerhard Hoffmann (* 21. Januar 1908 in Konitz; † 1996), war ein deutscher Jurist und SS-Führer.

## Leben
Hoffmann, Sohn eines Verwaltungsassistenten, studierte nach dem 1927 bestandenen Abitur an der Universität Berlin und der Universität Breslau Volkswirtschaftslehre und Rechtswissenschaften. Das Studium schloss Hoffmann 1933 mit dem ersten juristischen Staatsexamen ab. Nach seiner Referendariatszeit bestand er das zweite juristische Staatsexamen 1937. Im selben Jahr promovierte er zum Dr. jur. Bereits während des Studiums arbeitete Hoffmann als Angestellter beim Markenschutzverband.
Anfang November 1933 trat Hoffmann der SS (SS-Nummer 219.440) bei. In der SS stieg Hoffmann im April 1944 bis zum SS-Hauptsturmführer der Reserve der Waffen-SS auf. Am 16. August 1937 beantragte Hoffmann die Aufnahme in die NSDAP und wurde rückwirkend zum 1. Mai desselben Jahres aufgenommen (Mitgliedsnummer 4.577.302). Zudem gehörte er dem NSV und NSRB an.
Nach Ausbruch des Zweiten Weltkrieges im September 1939 wurde Hoffmann zur SS-Verfügungstruppe einberufen. Nach einem Lehrgang zum SS-Führer an der SS-Junkerschule in Tölz wurde Hoffmann Anfang Februar 1942 ins neu gegründete SS-Wirtschafts- und Verwaltungshauptamt (SS-WVHA) versetzt. Dort war er im Amt W I (Steine und Erden [Reich]) und später in der Rechtsabteilung des Stabes W im WVHA tätig. Von Januar 1943 bis Mitte April 1943 absolvierte Hoffmann einen Verwaltungslehrgang an der SS-Verwaltungsschule in Dachau. Danach war Hoffmann wieder im WVHA eingesetzt, wo er zunächst Mitarbeiter der Abteilung Recht im Stab W war. Ab 1944 leitete Hoffmann die Abteilung Recht im Stab W des WVHA. Hoffmann wurde noch im März 1945 persönlicher Referent von Oswald Pohl und folgte in dieser Funktion Leo Volk nach.
Nach Kriegsende wurde Hoffmann entnazifiziert und war danach wahrscheinlich als Rechtsanwalt tätig.